# Tuffi ai campionati europei di nuoto 2010 - Trampolino 1 metro maschile
La gara si è disputata l'11 agosto 2010 e vi hanno partecipato 31 atleti. I primi 12 dopo il primo turno sono stati ammessi alla finale.

## Medaglie
| Posizione | Atleta           | Paese    |
| --------- | ---------------- | -------- |
| Oro       | Illja Kvaša      | Ucraina  |
| Argento   | Patrick Hausding | Germania |
| Bronzo    | Javier Illana    | Spagna   |

## Qualifiche
| Pos. | Atleta                  | Nazione       | Punti  |
| ---- | ----------------------- | ------------- | ------ |
| 1    | Illja Kvaša             | Ucraina       | 423.45 |
| 2    | Patrick Hausding        | Germania      | 396.80 |
| 3    | Evgenij Kuznecov        | Russia        | 388.65 |
| 4    | Yuriy Shlyakhov         | Ucraina       | 376.60 |
| 5    | Evgeniy Novoselov       | Russia        | 375.50 |
| 6    | Matthieu Rosset         | Francia       | 374.35 |
| 7    | Cristopher Sacchin      | Italia        | 365.35 |
| 8    | Constantin Blaha        | Austria       | 364.45 |
| 9    | Michele Benedetti       | Italia        | 359.55 |
| 10   | Nicholas Robinson-Baker | Gran Bretagna | 357.80 |
| 11   | Javier Illana           | Spagna        | 339.10 |
| 12   | Jevgenij Koroljov       | Bielorussia   | 320.50 |
| 13   | Andrzej Rzeszutek       | Polonia       | 319.80 |
| 14   | Cesar Hiersemann        | Svezia        | 318.70 |
| 15   | Ville Vahtola           | Finlandia     | 315.50 |
| 16   | András Hajnal           | Ungheria      | 315.00 |
| 17   | Ignas Barkauskas        | Lituania      | 312.85 |
| 18   | Andrea Aloisio          | Svizzera      | 308.10 |
| 19   | Damien Cély             | Francia       | 304.55 |
| 20   | Jonathan Jörnfalk       | Svezia        | 300.40 |
| 21   | Espen Gilje Bergslien   | Norvegia      | 296.10 |
| 21   | Eirik Valheim           | Norvegia      | 296.10 |
| 23   | Alexandros Manos        | Grecia        | 293.25 |
| 24   | Stefanos Paparounas     | Grecia        | 289.15 |
| 25   | Yorick de Bruijn        | Paesi Bassi   | 284.60 |
| 26   | Tamás Kelemen           | Ungheria      | 280.40 |
| 27   | Pavlo Rozenberg         | Germania      | 279.20 |
| 28   | Christopher Mears       | Gran Bretagna | 267.70 |
| 29   | Sime Peric              | Croazia       | 264.15 |
| 30   | Pawel Spadlo            | Polonia       | 258.35 |
| 31   | Burak Korkut            | Turchia       | 223.40 |

## Finale
| Pos. | Atleta                  | Nazione       | Punti  |
| ---- | ----------------------- | ------------- | ------ |
|      | Illya Kvasha            | Ucraina       | 433.90 |
|      | Patrick Hausding        | Germania      | 430.25 |
|      | Javier Illana           | Spagna        | 414.35 |
| 4    | Evgenij Kuznecov        | Russia        | 411.45 |
| 5    | Constantin Blaha        | Austria       | 401.70 |
| 6    | Michele Benedetti       | Italia        | 397.20 |
| 7    | Yuriy Shlyakhov         | Ucraina       | 396.10 |
| 8    | Cristopher Sacchin      | Italia        | 386.15 |
| 9    | Matthieu Rosset         | Francia       | 384.40 |
| 10   | Evgeniy Novoselov       | Russia        | 334.40 |
| 11   | Jevgenij Koroljov       | Bielorussia   | 323.25 |
| 12   | Nicholas Robinson-Baker | Gran Bretagna | 315.80 |